# Roman Dzhigkayev
Roman Taymurazovich Dzhigkayev (tiếng Nga: Роман Таймуразович Джигкаев; sinh ngày 29 tháng 11 năm 1993) là một cầu thủ bóng đá người Nga. Anh thi đấu cho FC Kolomna.

## Sự nghiệp câu lạc bộ
Anh có màn ra mắt tại Giải bóng đá chuyên nghiệp quốc gia Nga cho F.K. Torpedo Armavir vào ngày 28 tháng 3 năm 2015 trong trận đấu với F.K. Krasnodar-2.

## Đời sống cá nhân
Anh là em trai của Georgi Dzhigkayev.